# Francisco David Xavier Carlos

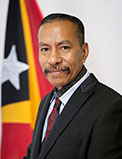
Francisco David Xavier Carlos (2019)

Francisco David Xavier Carlos (* 20. September 1967 in Hatulia, Portugiesisch-Timor) ist ein osttimoresischer Politiker. Carlos ist der Generalsekretär der União Democrática Timorense (UDT).

## Werdegang

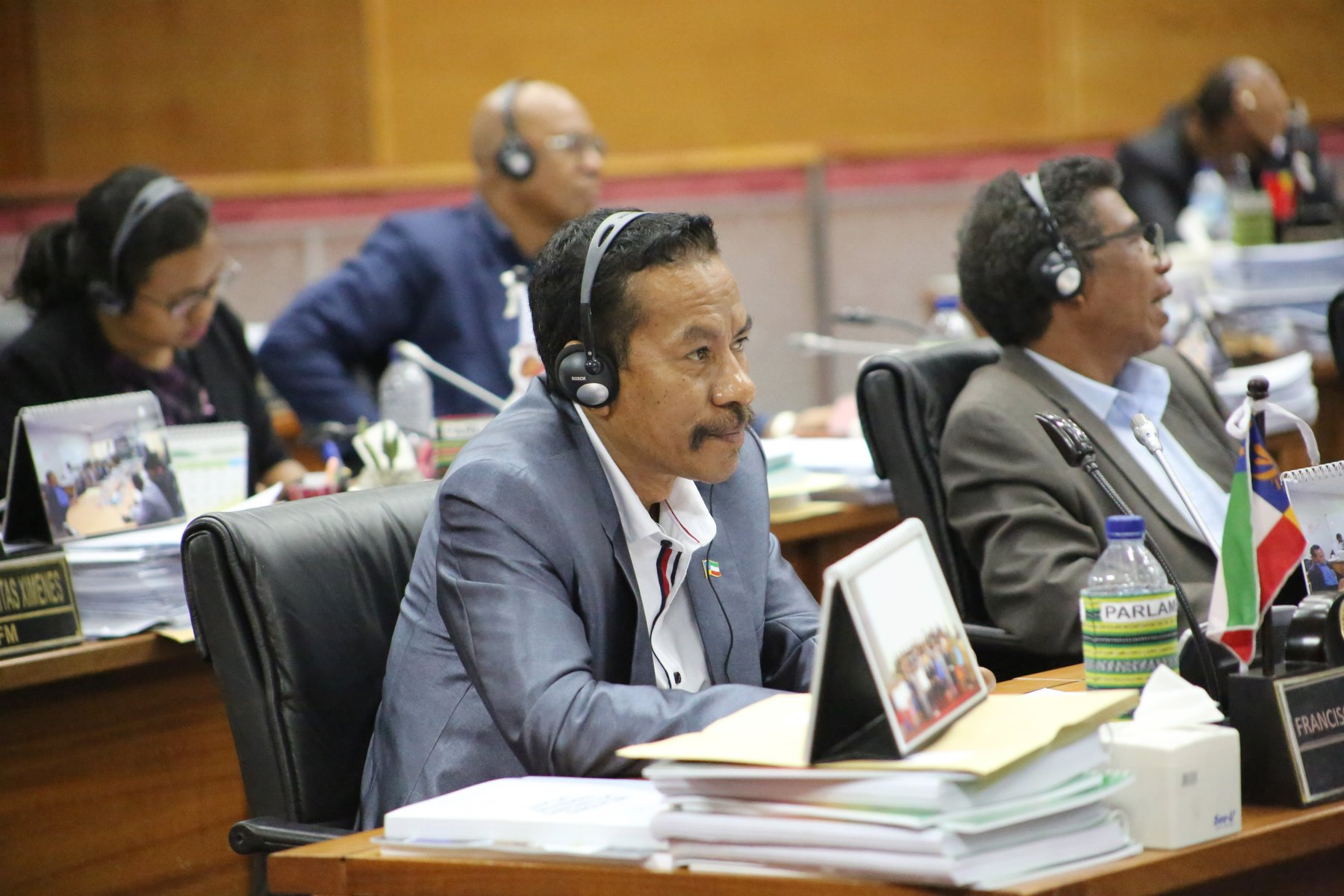
Francisco David Xavier Carlos im Parlament (2020)

Bei den Parlamentswahlen in Osttimor 2012 chancenlos auf Platz 43 der UDT-Liste kandidierte. Bei den Wahlen 2017 stand er auf Platz 2, die Partei scheiterte aber an der 4-Prozent-Hürde. Bei den Wahlen 2018 trat Carlos auf Platz 5 der Liste der Koalition der Frenti Dezenvolvimentu Demokratiku (FDD) an, der auch die UDT angehörte. Das Bündnis konnte aber nur drei Abgeordnete in das Nationalparlament Osttimors entsenden.
Als der UDT-Parteivorsitzende Gilman Exposto dos Santos 2019 verstarb, übernahm Carlos dessen Sitz im Parlament. Am 2. Dezember 2019 nahm Carlos das erste Mal an einer Parlamentssitzung teil. Er ist Mitglied in der Kommission für konstitutionelle Fragen und Justiz (Kommission A) und der Kommission für Infrastruktur (Kommission E).
Bei den Parlamentswahlen 2023 kandidierte Carlos als Listenführer der UDT, doch die Partei scheiterte an der Vier-Prozent-Hürde.

## Auszeichnungen
Als Überlebender des Santa-Cruz-Massakers von 1991 ist Carlos Träger des Ordem Lorico Asuwain.